# Cónclave de septiembre de 1590
El cónclave papal de septiembre de 1590, al que asistieron 54 cardenales, eligió al cardenal Giovanni Castagna como Papa Urbano VII.

## Proceso
El cónclave duró una semana y estuvo fuertemente influenciado por los veintidós cardenales españoles. Castagna, quien había sido favorecido por Sixto V como sucesor y estaba en la lista de candidatos que Felipe II de España había aprobado, fue uno de los favoritos desde el principio, aunque una facción opositora significativa apoyó a Marco Antonio Colonna. La mala salud de Castagna, —que derivaría en su muerte después de un papado de solo trece días—, lo convirtió en un candidato más aceptable para los cardenales que estaban indignados por los intentos de Felipe de influir en la elección.
Los periódicos contemporáneos informaron que un desacuerdo entre los cardenales Ascanio Colonna y Francesco Sforza di Santa Fiora durante el cónclave casi se volvió violento.

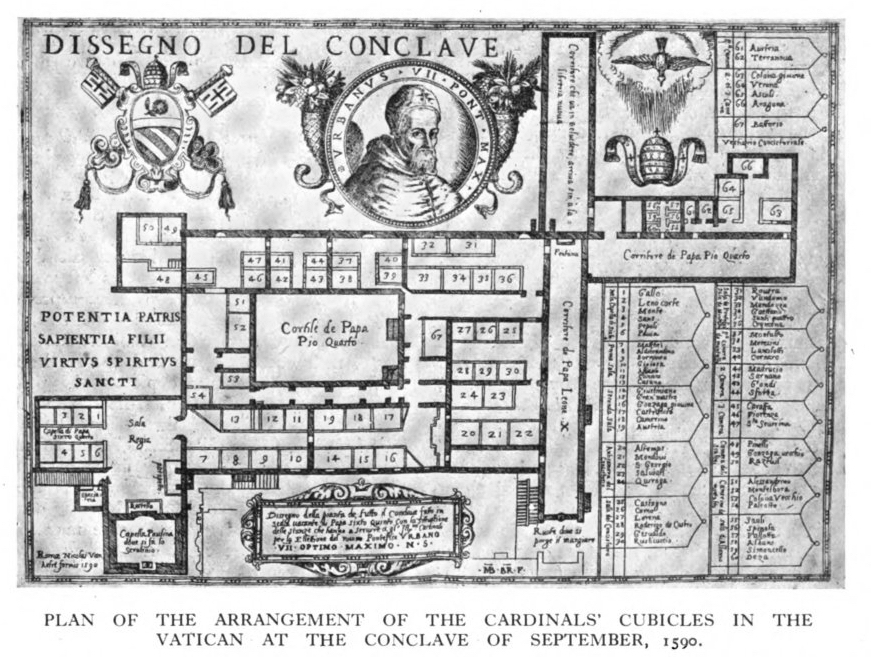
Diagrama de los cubículos de los cardenales en el cónclave papal de 1590.